# Carl Bailey
Carl Bailey (nacido el 23 de abril de 1958 en Birmingham, Alabama) es un exjugador de baloncesto estadounidense que disputó un partido en la NBA, y pasó el resto de su carrera deportiva en la CBA. Con 2,08 metros de estatura, lo hacía en la posición de pívot.

## Trayectoria deportiva

### Universidad
Jugó durante cuatro temporadas con los Golden Tigers de la Universidad Tuskegee, en las que promedió 14,1 puntos y 1,0 rebotes por partido. Es, junto a Ken Mayfield, uno de los dos únicos jugadores de dicha universidad en llegar a jugar en la NBA.

### Profesional
Fue elegido en la sexagésimo sexta posición del Draft de la NBA de 1980 por Seattle SuperSonics, pero fue despedido antes del comienzo de la competición, fichando por los Alberta Dusters de la CBA,
En marzo de 1982 fichó como agente libre por los Portland Trail Blazers, con los que únicamente disputó un partido, en el que logró dos puntos. Regresó posteriormente a la CBA, donde acabó su carrera deportiva.

## Estadísticas de su carrera en la NBA

### Temporada regular
| Temporada | Edad | Equipo                 | Liga | Pos. | P | TIT | MIN | TC  | TCA | %TC   | 3P  | 3PA | %3P | TL  | TLA | %TL | R.OF. | R.DEF. | REB | ASIS | ROB | TAP | PER | FP  | PTS |
| 1981-82   | 23   | Portland Trail Blazers | NBA  | C    | 1 | 0   | 7.0 | 1.0 | 1.0 | 1.000 | 0.0 | 0.0 |     | 0.0 | 0.0 |     | 0.0   | 0.0    | 0.0 | 0.0  | 0.0 | 0.0 | 2.0 | 2.0 | 2.0 |
| Total     |      |                        | NBA  |      | 1 | 0   | 7.0 | 1.0 | 1.0 | 1.000 | 0.0 | 0.0 |     | 0.0 | 0.0 |     | 0.0   | 0.0    | 0.0 | 0.0  | 0.0 | 0.0 | 2.0 | 2.0 | 2.0 |